# Картер, Томас (композитор)
Томас Картер (англ. Thomas Carter; май 1769, Дублин, Королевство Ирландия — 8 ноября 1800, Лондон, Королевство Великобритания) — ирландский композитор, автор песен, проведший в Лондоне большую часть самых творческих годов своей короткой жизни.

## Биография
Картер родился в Дублине и, вероятно, принадлежал к большой семье дублинских музыкантов, среди которых были Тимоти Картер (около 1715—1772) и Картер, Чарльз Томас (около 1735—1804), с которым его часто путают, так как они оба публиковали свои музыкальные произведения в Лондоне в 1790-х годах и подписывались сокращённо как «Т. Картер». Другие источники указывают на то, что Томас Картер был внебрачным сыном Мурроу O'Брайена, 5-го графа Инчикуина.
Томас Картер с самого детства отличался исключительным музыкальным талантом. Около 1788 года он при поддержке графа Инчикуина отправился изучать музыку в Неаполь, где стал протеже сэра Уильяма Гамильтона. Затем Картер отправился в Калькутту (Бенгалия), чтобы стать музыкальным руководителем местного театра, но уже в июле 1789 года был вынужден переехать в Англию по состоянию здоровья. В 1793 году Томас женился на Мэри Уэллс из Кукхема (Беркшир).
Томас Картер умер в Лондоне в возрасте 31 года. The Gentleman’s Magazine охарактеризовал его как «жертву, в начале жизни, фатальной разрушительной болезни печени».

## Творчество
В Музыкальном словаре Гроува (издание 1980 года), Роджер Фиск сделал первую попытку провести различие между работами Томаса Картера и его почти тёзки Чарльза Томаса Картера. По его словам, много песен, опубликованных после 1793 года, можно отнести к Томасу, в том числе дуэт Goodman White and Gaffer Grey ор. 24 (около 1796 года) и Canzonet ор. 25 (около 1796 года) для одного или двух голосов, а также коллекция Songs, Duos, Trios, Catches, Glees and Canons ор. 27 (дата неизвестна). Эти произведения были изданы «для композитора» (то есть, за свой счёт), что, как предполагает Фиск, могло стать возможным при условии, что брак с мисс Уэллс принес Картеру деньги. Этот список будет также включать в себя «Шесть простых уроков для клавесина или пианофорте» ор. 3 (англ. Six Easy Lessons for the Harpsichord or Pianoforte). Так как супруга Картера была из Беркшира, то можно предположить, что «Марш Беркширской милиции» (англ. Berkshire Militia March; около 1795) также может быть его творением.